# دوکو عمروف
دوکو حمدویچ عمروف (به روسی: Доку Хаматович Умаров)، رهبر شورشیان چچن بود.
دوکو عمروف خود را «امیر امارت اسلامی قفقاز» می‌دانست.
او مسئولیت تعدادی از عملیات مرگبار را در روسیه در سال‌های اخیر به عهده گرفته بود، از جمله بمب‌گذاری در متروی مسکو در سال ۲۰۱۰ که ۳۹ کشته به جای گذاشت و همچنین بمب‌گذاری در فرودگاه مسکو در سال ۲۰۱۱ که ۳۶ کشته داشت.
عمروف همچنین از افراد تحت فرمانش خواسته بود که المپیک زمستانی سوچی را که بتازگی در این بندر دریای سیاه به پایان رسید، هدف حملات خود قرار دهند.
عمروف در صدر فهرست کسانی بود که تحت تعقیب دولت روسیه قرار دارند و مقامات روسیه در مرگ وی اظهار نظری نکرده‌اند.
دوکو عمروف به‌عنوان تحت تعقیب‌ترین مرد روسیه در نظر گرفته می‌شد و توسط پلیس روسیه در فهرست بین‌المللی تحت تعقیب اینترپل قرار گرفت. در مارس 2008، دادستان کل چچن، والری کوزنتسوف، یک پرونده جنایی علیه عمروف به دلیل "برانگیختن نفرت بین قومیتی و درخواست برای سرنگونی دولت روسیه در اینترنت" (مجازات این امر فقط جریمه نقدی تا 500000 روبل است) آغاز کرد. به گزارش کومرسانت، عمروف قبلاً در فهرست تحت تعقیب روسیه قرار داشت، اما تمام اتهامات قبلی و بسیار جدی تر علیه او (دست داشتن در اقدامات تروریستی، آدم ربایی برای باج، قتل و سرقت) در سال 2005 به حالت تعلیق درآمد. دولت جدایی طلب چچن به رهبری زکایف در تبعید در حال تحقیق از عمروف به دلیل "تلاش برای انحلال دولت مستقل چچن» با اعلام ایجاد امارت قفقاز بود. خود امارت قفقاز از ژانویه 2010 به طور رسمی توسط روسیه به عنوان یک سازمان تروریستی شناخته شده است. از 10 مارس 2011، عمروف در لیست کمیته تحریم های القاعده و طالبان شورای امنیت سازمان ملل متحد از افرادی است که گفته می شود با القاعده و طالبان به دلیل "مشارکت در تامین مالی، برنامه ریزی، تسهیل، آماده سازی یا ارتکاب اعمال" مرتبط هستند.
دولت ایالات متحده 5 میلیون دلار برای اطلاعاتی که منجر به دستگیری عمروف شود از ماه مه 2011 به دلیل خصومت او با منافع ایالات متحده پیشنهاد کرد. این جایزه در بیانیه مشترک باراک اوباما، رئیس‌جمهور آمریکا و دیمیتری مدودف، رئیس‌جمهور روسیه درباره همکاری در مبارزه با تروریسم اعلام شد. فیلیپ جی کراولی، دستیار وزیر امور خارجه آمریکا در امور عمومی نیز بیانیه‌ای منتشر کرد که در آن اظهار داشت: «اقدامی که امروز علیه عمروف انجام شد، از تلاش ایالات متحده برای کاهش توانایی عمروف برای اعمال کنترل عملیاتی و رهبری بر امارات قفقاز حمایت می‌کند. ما مصمم هستیم به از بین بردن توانایی گروه برای هدایت حملات خشونت آمیز به هر شکل. در 8 آوریل 2014، مدیر سرویس امنیت فدرال روسیه، الکساندر بورتنیکوف، اعلامیه قبلی مرکز کاوکاز در 18 مارس همان سال در مورد مرگ عمروف را تأیید کرد. عمروف در آوریل 2014 از فهرست جوایز عدالت وزارت امور خارجه ایالات متحده حذف شد. به گفته این وب سایت، "مظنونان ممکن است به دلایل مختلفی از فهرست RFJ حذف شوند، از جمله زمانی که توسط نیروهای مجری قانون یا نیروهای امنیتی بازداشت می شوند. یا توسط یک منبع معتبر رسمی مرده بودن آنها تایید شده است.